# Aromatister
『aromatiser』（アロマティゼ）は牧穂エミのスタジオ・アルバム。

## 内容
作詞家の牧穂がシンガーソングライターとして出した唯一のアルバム。アルバムタイトルと雰囲気を考慮した穏やかな歌い方が特徴であり、「Pink Croud」はロック色を少し意識した曲。
牧穂が酒井法子に歌詞提供し大ヒットした、「碧いうさぎ」のセルフカバーも収録。
当初、本作はB-Gram RECORDSより1996年4月1日に発売予定（規格品番：JBCJ-1007）だったが諸事情により延期の上、日本コロムビア/B-Cに、発売元が変更になっている。
オリジナル盤は既に廃盤となっているが、2009年8月24日にコロムビアからR盤で再発されている。

## 収録曲
1. 逢いたいのに
2. Season
3. address book
4. 碧いうさぎ - 原曲：酒井法子
5. Pardon Me
6. Pink cloud
7. telephone
8. YES
9. Noise in Tokyo
10. 男女（ともだち）関係
11. TOO LATE

全作詞:牧穂エミ(1〜11)
全作曲:牧穂エミ(4以外)織田哲郎(4)
全編曲:徳永暁人(1〜11)

## 参加ミュージシャン
- 徳永暁人 - ベース、コーラス
- 鈴木康志 - アコースティック・ギター
- 増崎孝司（DIMENSION） - ギター
- 小野塚晃（DIMENSION） - キーボード、ピアノ
- 勝田一樹（DIMENSION） - サックス